# S tebou mě baví svět
S tebou mě baví svět je československá filmová rodinná komedie režisérky Marie Poledňákové z roku 1982, která byla roku 1998 na základě divácké ankety České televize vyhlášena českou komedií století.

## Děj filmu
Děj snímku začíná v době příprav každoroční a tradiční „pánské jízdy“ třech velkých kamarádů, lékaře Alberta Horáka (Július Satinský), dirigenta a hudebního režiséra Michala Adámka (Václav Postránecký) a studiového zvukaře Pepy Bednáře (Pavel Nový) na chalupu v Beskydech. Jejich plány jim pozmění jejich manželky (Jana Šulcová, Eliška Balzerová a Zdena Studenková), které se vzbouří a donutí je vzít na dovolenou i jejich děti. Komické situace vyvolává i skutečnost, že se šesti dětmi ve věku od 1 do 10 let musí cestovat vlakem.
Chalupa v malebném horském prostředí bez elektřiny, s latrínami a s nutností štípat dříví, nosit a ohřívat vodu nabízí zejména zásluhou přítomnosti dětí mnoho možností pro humorné situace. Potřeba děti smysluplně zaměstnat nutí jejich otce vymýšlet různé soutěže a úlohy, kterých se i oni sami zúčastňují. Večer unavení ani nepomyslí na plánované zálety, ale jen do okamžiku, kdy se Pepa přizná k nočním výletům do údolního hotelu v horském středisku. Albert a Michal se mu v tom snaží zabránit, jeho úniky u nich vyprovokují snahu zjistit skutečnou pravdu.
Noční výlet se ale projeví únavou, která způsobí volný program pro děti. Nečekaná návštěva manželek je zaskočí v situaci, která vyústí v předčasný odjezd dětí domů a tichou domácnost jejich otcům. Pomsta manželek na sebe nenechá dlouho čekat.

## Herecké obsazení
| Július Satinský      | MUDr. Albert Horák |
| Jana Šulcová         | Kateřina Horáková  |
| Václav Postránecký   | Michal Adámek      |
| Eliška Balzerová     | Dáša Adámková      |
| Pavel Nový           | Pepa Bednář        |
| Zdena Studenková     | Gábina Bednářová   |
| Květa Fialová        | Pepova tchyně      |
| Jan Faltýnek         | taxikář            |
| Zuzana Gutheisová    | Dášenka            |
| Marta Buchtíková     | Kačenka            |
| Václav Korda (herec) | Míša               |
| Cyril Křůpala        | Pepíno             |
| Lukáš Pelánek        | Matýsek            |
| Marek Dvořák         | Bertík             |
| Libor Remta          | bubeník            |